# Simion Bărnuțiu kulturális központ
Az oláhbaksai Simion Bărnuțiu kulturális központ műemlék épület Romániában, Szilágy megyében. A romániai műemlékek jegyzékében az SJ-II-m-B-05021 sorszámon szerepel.